# لت همایون‌فال
لت همایون‌فال مربوط به دوره صفوی است و در شهرستان کاشان، بخش مرکزی، شهر کاشان، فین بزرگ، محله حیدری، مسجد فاطمیه واقع شده و این اثر در تاریخ ۱۵ دی ۱۳۸۷ با شمارهٔ ثبت ۲۴۰۲۴ به‌عنوان یکی از آثار ملی ایران به ثبت رسیده است.